# 比利亚穆埃拉斯
比利亚穆埃拉斯，是西班牙卡斯蒂利亚-拉曼恰托莱多省的一个市镇。总面积43平方公里，总人口739人（2001年），人口密度17人/平方公里。